# Håkan Mattlin
Håkan Kristian Mattlin, född 8 maj 1948 i Helsingfors, är en finlandssvensk ämbetsman.
Mattlin blev politices kandidat 1969 och licentiat 1991. Kansliråd 2004.Han var 1969–1974 utredningssekreterare vid Svenska folkpartiet, sekreterare för Svenska riksdagsgruppen,  1973-76 politisk sekreterare vid handels- och industriministeriet, försvarsministeriet, social- och hälsovårdsministeriet samt justitieministeriet och 1976–1983 ombudsman vid Svenska kulturfonden. Han blev 1983 politisk sekreterare och 1984 konsultativ tjänsteman vid undervisningsministeriet och utsågs 1991 till ministeriets förvaltningsdirektör. Han blev 2007 överdirektör vid ministeriet. Mattlin har verkat som ordförande för bland andra statens kommission för konstverk, Stiftelsen Pro Artibus, Heikki och Hilma Honkanens stiftelse, Finlands konstakademis stiftelse, Finlands audiovisuella institut (tidigare Finlands filmarkiv), Institutet för Ryssland och Öst-Europa, Stiftelsen Tre Smeder, Aktia Banks förvaltningsråd samt Tankesmedjan Magma.